# Dzmitryj Dudzik
Dzmitryj Uładzimirawicz Dudzik, błr. Дзмітрый Уладзiмiравiч Дудзiк, ros. Дмитрий Владимирович Дудик - Dmitrij Władimirowicz Dudik (ur. 2 listopada 1977 w Mińsku) – białoruski hokeista, reprezentant Białorusi, olimpijczyk. Trener hokejowy.

## Kariera zawodnicza
- Tiwali Mińsk (1992-1994)
- Junost' Mińsk (1994-1995)
- Nürnberg Ice Tigers (1996-2001)
- HK Homel (2001-2002)
- HK Kieramin Mińsk (2002-2004)
- Junost' Mińsk (2004-2005)
- HK Homel (2005)
- Dynama Mińsk (2005-2009)
- HK Kieramin Mińsk (2009)
- Junost' Mińsk (2009-2010)
  -  HK Szachcior Soligorsk (2009)
- China Dragon (2010-2011)
- HK Nioman Grodno (2011)

Występował w klubach białoruskiej ekstraligi, niemieckiej DEL, rosyjskiej KHL oraz na koniec kariery w Chinach.
Był reprezentantem Białorusi. Uczestniczył w turniejach mistrzostw świata w 2000, 2004, 2005, 2006, 2007, 2008 oraz zimowych igrzysk olimpijskich 2002.

## Kariera trenerska
- HK Witebsk (2013-2015), główny trener
- Zwiezda-WDW Dmitrow (2015-2016), asystent trenera
- HK Lida (2017-2019), główny trener
- Reprezentacja Białorusi do lat 20 (2018/2019), asystent trenera
- Reprezentacja Białorusi do lat 20 (2019/2020), główny trener
- Białoruś do lat 20 (2019-2020), główny trener

Po zakończeniu kariery zawodniczej w 2009 został szkoleniowcem hokejowym. Od marca 2013 trener klubu HK Witebsk. Od połowy 2015 asystent trenera w zespole Zwiezda-WDW Dmitrow, beniaminka Wyższej Hokejowej Ligi w sezonie 2015/2016. W maju 2017 został głównym trenerem zespołu HK Lida. Wraz z reprezentacją Białorusi do lat 20 pracował w turniejach mistrzostw świata juniorów do lat 20 edycji 2019 (jako asystent), 2020 (główny trener selekcjoner). W sezonie ekstraligi białoruskiej 2019/2020 prowadził drużynę Białoruś do lat 20.

## Sukcesy
Reprezentacyjne
- Czwarte miejsce w turnieju zimowych igrzysk olimpijskich: 2002
- Awans do Elity mistrzostw świata: 2004

Klubowe
- Złoty medal mistrzostw Białorusi: 1993, 1994 z Tiwali Mińsk, 2005 z Junostią Mińsk, 2006 z Dynama Mińsk, 2010 z Junostią Mińsk
- Puchar Białorusi: 2006 z Dynama Mińsk, 2010 z Junostią Mińsk
- Srebrny medal mistrzostw Niemiec: 1999 z Nürnberg Ice Tigers
- Srebrny medal mistrzostw Białorusi: 2003, 2004 z Kieraminem Mińsk, 2011 z Niomanem Grodno

Indywidualne
- Ekstraliga białoruska 2003/2004:
  - Pierwsze miejsce w klasyfikacji kanadyjskiej: 64 punkty[4]

Odznaczenia
- Zasłużony Mistrz Sportu Republiki Białorusi: 2002[5]